# Tangata Manu

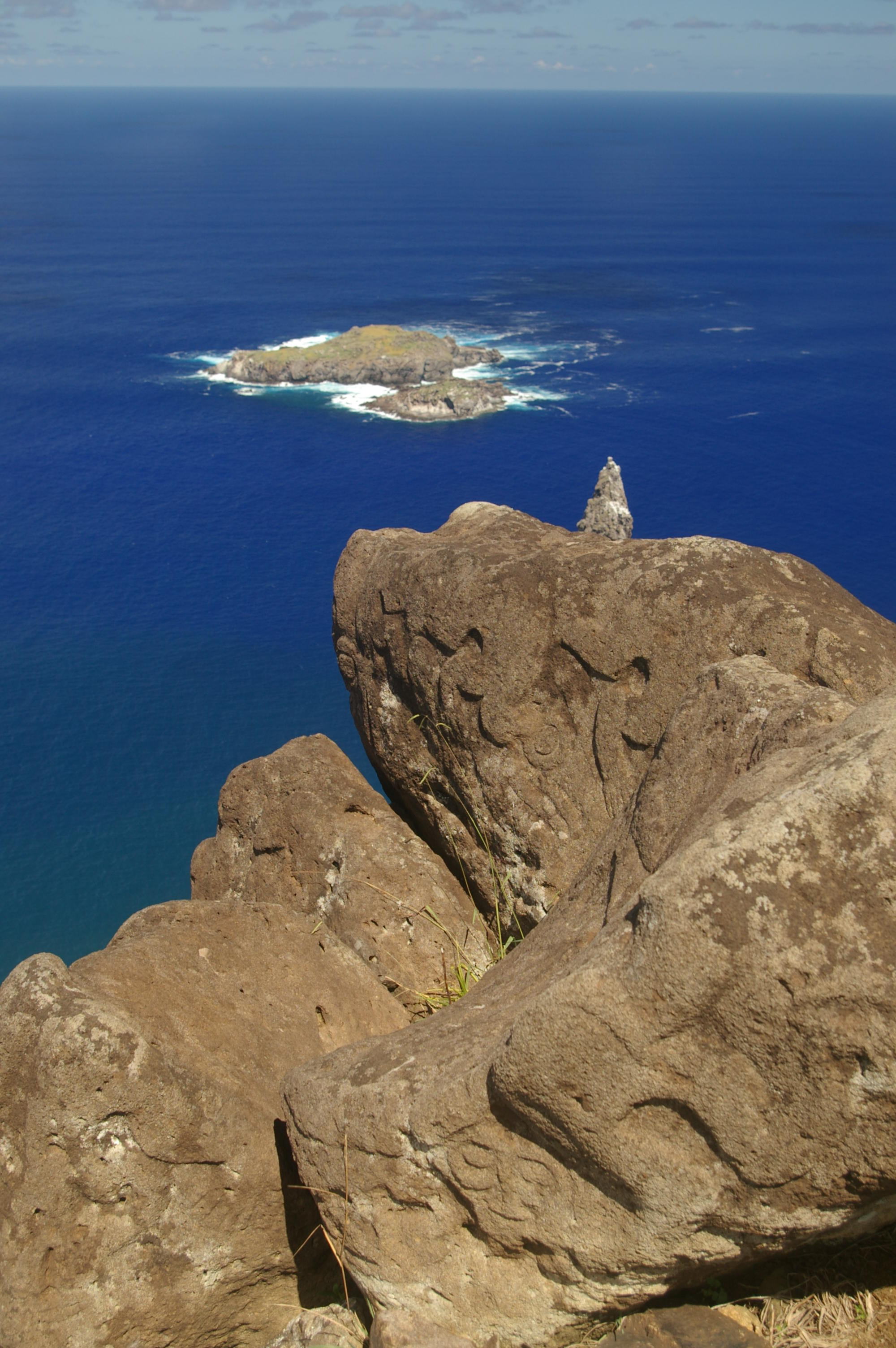
Rotsinscritpties bij Orongo. De godheid Make-make onderop en twee vogelmannen bovenaan.

De Tangata manu of vogelmancultuur was een ceremoniële wedstrijd op Paaseiland (Rapa Nui). De cultus bestond uit een jaarlijkse competitie tussen mannen die namens voormannen van hun stam het eerste ei van de manutara, de bonte stern (Onychoprion fuscatus) van het rotseiland Motu Nui moesten brengen naar het hoofdeiland, waarbij zij de klippen van de Rano Kau aan de zeekant moesten beklimmen tot aan de nederzetting Orongo.

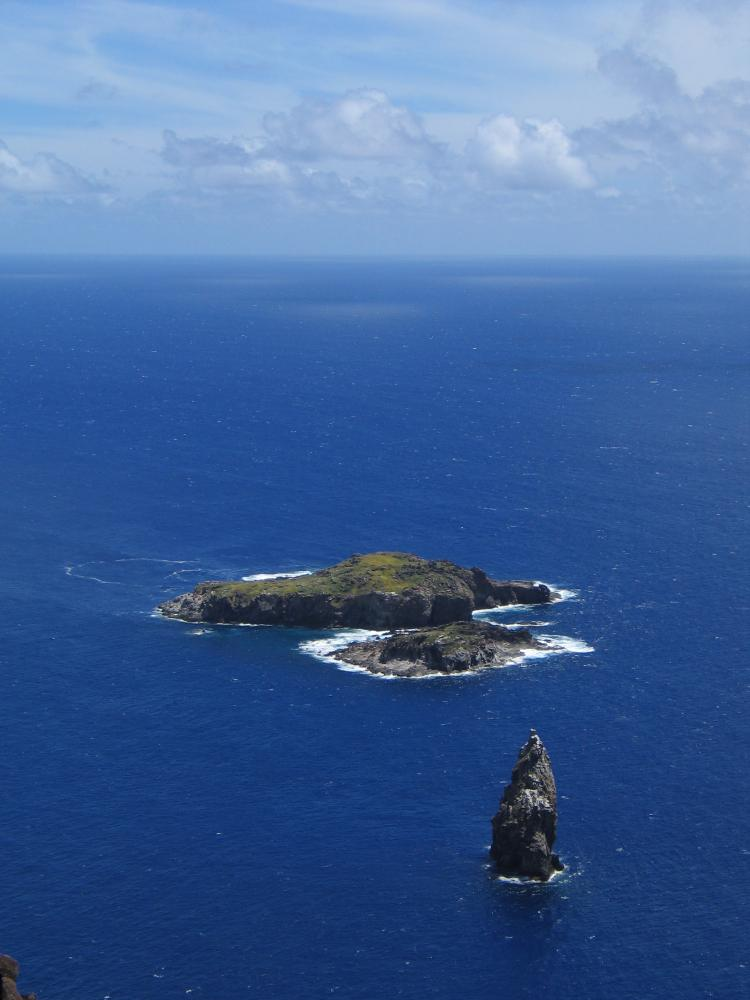
Het eilandje Motu Nui, onderdeel van de vogelmancultuur.

## Beschrijving
In mythologie van Paaseiland was de godheid Make-make de hoofdgod van de vogelmancultus. Deze cultuur is mogelijk opgekomen in de periode 1550-1722, waarschijnlijk als opvolger (of geleidelijke overgang) na de cultus van de grote beelden (moai) waar het Paaseiland beroemd mee werd. Over de beeldencultus is veel minder bekend dan de vogelmancultuur. Deze cultus is uitgebreid onderzocht door de antropologe Katherine Routledge.
Op grond van rotstekeningen staat vast dat de vogelmancultuur al in 1760 bestond en dat deze cultuur duurde tot zeker 1878 toen de missionarissen er een eind aan maakten. De cultuur bestond uit een competitie tussen ambitieuze voormannen van verschillende clans. Deze mannen kozen jonge, sterke mannen die er voor moesten zorgen dat zij als eerste een vogelei konden aanbieden aan de voorman. Die voorman werd dan de winnaar.
De mannen moesten daarvoor een 300 m steile klif afdalen en met een primitieve kano van riet en half zwemmend naar het rotseilandje Motu Nui gaan. Op afbeeldingen heeft de vogelman de snavel van een grote fregatvogel (Fregata minor), maar het ei waarom het gaat is het ei van de bonte stern. Ook deze vogel wordt afgebeeld op de vele rotstekeningen.

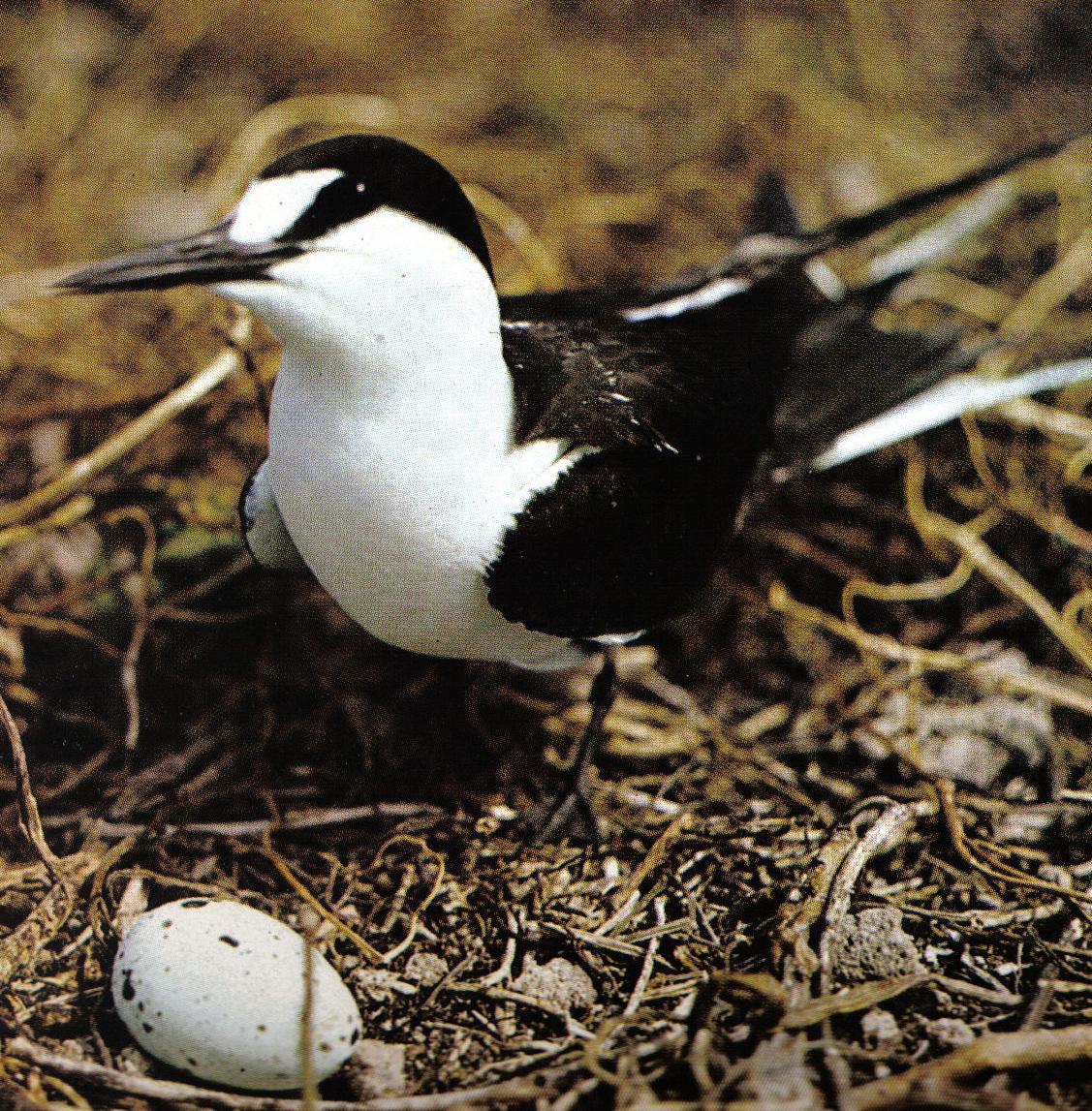
Bonte stern bij een nest met daarin een ei.

De mannen verbleven dagen en mogelijk weken op het eiland tot de vogels arriveerden. Als ze een ei vonden, maakten ze de hachelijke tocht terug, waarbij ze met het ei op het hoofd weer de 300 m hoge klif moesten opklauteren. Vaak vielen er doden door valpartijen of aanvallen van haaien.
Bij aankomst overhandigde de winnaar het ei aan zijn voorman. Deze voorman verkreeg daarmee de status van geestelijk leider. Hij verbleef dan gedurende een jaar in afzondering bij de krater Rano Raraku (tevens de steengroeve van de beeldencultuur). Deze voorman schoor zijn hoofd kaal, waste zich niet meer en liet de nagels groeien. Hij werd de Tangata manu, de vertegenwoordiger van de schepper/god Make Make voor het hele eiland. De maatschappelijke betekenis van deze ceremoniële functie is niet geheel duidelijk. De ceremonie vond plaats op de zuidwestpunt, bij de nederzetting Orongo. Deze nederzetting had waarschijnlijk alleen een rituele betekenis want er zijn geen vuurplaatsen gevonden. Mogelijk verbleven er priesters die door de bevolking van bereid voedsel werden voorzien en/of vonden er gezamenlijke maaltijden plaats die elders waren bereid. Rotsinscripties die met de vogelmancultuur samenhangen zijn ook op andere plaatsen op het eiland gevonden, zoals bij Anakena.

## Het einde van de Vogelmancultuur
De Nederlandse antropoloog Sebastiaan Roeling beschrijft dat de vogelmancultus nauw verbonden was met de cultus van de grote beelden. Dit zou volgens hem blijken uit het feit dat de nieuwe leider zich moest vestigen in een huis nabij de oude steengroeve van Rano Raraku waar de grote beelden werden gemaakt. Op het eiland Motu Nui, wat zo’n belangrijke rol speelde in de vogelmancultus, bevindt zich een ahu met fragmenten van tufsteen uit Rano Raraku. Dit wijst erop dat hier op enig moment een moai heeft gestaan. Blijkbaar had het eiland al een religieuze functie vóór het ontstaan van de vogelmancultus. In een huis in Orongo is ook een moai gevonden met inscripties van vogelmannen waarmee een duidelijk verband tussen de beeldencultus en de vogelmancultus werd bevestigd.
De reden waarom de vogelmancultus uiteindelijk tot een einde is gekomen heeft volgens Roeling alles te maken met de Peruaanse slavenhandelaren die het eiland in 1862 aandeden en vele gezonde en sterke mannen ronselden. Na dit jaar werden enkele Paaseilanders teruggebracht en braken epidemieën uit door de ziektes die zij hadden meegenomen. Het eiland was nu grotendeels ontdaan van zijn traditionele leiders en priesters. Zonder traditionele leiders en met zo’n kleine bevolking was het in stand houden van een cultus die het leiderschap moest reguleren niet langer noodzakelijk. De laatste volwaardige ceremonie werd in bijzijn van de priester Eugène Eyraud gehouden in 1866. Volgens sommigen werden hierna echter nog wel losse delen van de ceremonie uitgevoerd. Alfred Métraux beschreef dat de gehele ceremonie pas in 1885 stopte.